# Lys, arkitektur og sundhed
|  | Denne artikel er oprettet af botten Steenthbot ud fra en ekstern database. Den kan derfor have sproglige fejl eller mangler. Denne skabelon kan fjernes efter kontrol af indholdet. |

Lys, arkitektur og sundhed er en dansk dokumentarfilm fra 2014 instrueret af Carlo Volf efter eget manuskript.

## Handling
Ph.d.-afhandling om lys og arkitektur - som film
I november 2013 forsvarede Carlo Volf sin ph.d.-afhandling -Lys, arkitektur og sundhed - en metode- på Arkitektskolen Aarhus. Carlo Volf har her formidlet sit arbejde i form af tre sansefilm, der viser forholdet mellem lys og arkitektur igennem dag og år, i forhold de fire verdenshjørner. Filmen viser lysstudier som senere er benyttet i planlægningen af flere af de nye hospitaler i Danmark, heriblandt Ny Herlev Hospital.
I filmen konkluderer Carlo Volf, at det er muligt at basere arkitekturen på sundere lys, hvis arkitekturen planlægges bevidst i forhold til Øst, Syd, Vest og Nord samt i forhold til kroppens døgnrytme.